# Futebol nos Jogos Sul-Americanos de 2014
O torneio de futebol nos Jogos Sul-Americanos de 2014 ocorreu entre 08 e 17 de março. Houve um evento masculino com seis equipes e um evento feminino com sete equipes.

## Calendário
| Março   | 08 | 09 | 10 | 11 | 12 | 13 | 14 | 15 | 16 | 17 | 18 |
| ------- | -- | -- | -- | -- | -- | -- | -- | -- | -- | -- | -- |
| Futebol |    |    |    |    |    |    |    |    | FF | MF |    |

|  | Disputa masculina                      |
|  | Disputa feminina                       |
|  | MF= Final Masculina FF= Final Feminina |

## Resultados

### Feminino
|  | Equipes classificadas à semifinal |
|  | Equipes eliminadas                |

| Equipe    | Pts | J | V | E | D | GF | GC | SG |
| --------- | --- | - | - | - | - | -- | -- | -- |
| Chile     | 6   | 2 | 2 | 0 | 0 | 3  | 0  | +3 |
| Argentina | 3   | 2 | 1 | 0 | 1 | 4  | 1  | +3 |
| Bolívia   | 0   | 2 | 0 | 0 | 2 | 0  | 6  | -5 |

| Horário     | Jogo      | Jogo | Jogo      |
| ----------- | --------- | ---- | --------- |
| 08 de março |           |      |           |
| 20:00       | Chile     | 1-0  | Argentina |
| 10 de março |           |      |           |
| 16:00       | Argentina | 4-0  | Bolívia   |
| 12 de março |           |      |           |
| 20:00       | Chile     | 2-0  | Bolívia   |

| Equipe    | Pts | J | V | E | D | GF | GC | SG |
| --------- | --- | - | - | - | - | -- | -- | -- |
| Brasil    | 7   | 3 | 2 | 1 | 0 | 7  | 1  | +6 |
| Venezuela | 6   | 3 | 2 | 0 | 1 | 5  | 5  | 0  |
| Colômbia  | 3   | 3 | 1 | 0 | 2 | 3  | 3  | 0  |
| Uruguai   | 1   | 3 | 0 | 1 | 2 | 0  | 6  | -6 |

| Horário     | Jogo      | Jogo | Jogo      |
| ----------- | --------- | ---- | --------- |
| 08 de março |           |      |           |
| 16:00       | Colômbia  | 0-1  | Venezuela |
| 18:00       | Brasil    | 0-0  | Uruguai   |
| 10 de março |           |      |           |
| 18:00       | Uruguai   | 0-2  | Colômbia  |
| 20:00       | Venezuela | 0-5  | Brasil    |
| 12 de março |           |      |           |
| 16:00       | Uruguai   | 0-4  | Venezuela |
| 18:00       | Brasil    | 2-1  | Colômbia  |

Fase Final
| Horário     | Fase                | Jogo   | Jogo | Jogo      | Jogo |
| ----------- | ------------------- | ------ | ---- | --------- | ---- |
| 22 de março |                     |        |      |           |      |
| 18:00       | Semifinal           | Brasil | 3-5  | Argentina |      |
| 20:00       | Semifinal           | Chile  | 3-1  | Venezuela |      |
| 24 de março |                     |        |      |           |      |
| 18:00       | Disputa pelo bronze | Brasil | 2-0  | Venezuela |      |
| 20:00       | Final               | Chile  | 1-2  | Argentina |      |

### Primeira fase
|  | Equipes classificadas à semifinal           |
|  | Equipes classificadas à disputa de 5º lugar |

| Equipe   | Pts | J | V | E | D | GF | GC | SG |
| -------- | --- | - | - | - | - | -- | -- | -- |
| Chile    | 4   | 2 | 1 | 1 | 0 | 5  | 4  | +1 |
| Equador  | 3   | 2 | 1 | 0 | 1 | 3  | 3  | 0  |
| Paraguai | 1   | 2 | 0 | 1 | 1 | 4  | 5  | -1 |

| Horário     | Jogo     | Jogo | Jogo     |
| ----------- | -------- | ---- | -------- |
| 09 de março |          |      |          |
| 18:00       | Equador  | 2-1  | Paraguai |
| 11 de março |          |      |          |
| 20:00       | Chile    | 2-1  | Equador  |
| 13 de março |          |      |          |
| 20:00       | Paraguai | 3-3  | Chile    |

| Equipe    | Pts | J | V | E | D | GF | GC | SG |
| --------- | --- | - | - | - | - | -- | -- | -- |
| Argentina | 6   | 2 | 2 | 0 | 0 | 7  | 3  | +4 |
| Colômbia  | 3   | 2 | 1 | 0 | 1 | 5  | 3  | +2 |
| Peru      | 0   | 2 | 0 | 0 | 2 | 3  | 9  | -6 |

| Horário     | Jogo      | Jogo | Jogo      |
| ----------- | --------- | ---- | --------- |
| 09 de março |           |      |           |
| 20:00       | Colômbia  | 4-1  | Peru      |
| 11 de março |           |      |           |
| 18:00       | Peru      | 2-5  | Argentina |
| 13 de março |           |      |           |
| 18:00       | Argentina | 2-1  | Colômbia  |

Fase Final
| Horário     | Fase                  | Jogo      | Jogo | Jogo     | Jogo |
| ----------- | --------------------- | --------- | ---- | -------- | ---- |
| 15 de março |                       |           |      |          |      |
| 16:00       | Disputa pelo 5º lugar | Paraguai  | 5-2  | Peru     |      |
| 18:00       | Semifinal             | Argentina | 1-0  | Equador  |      |
| 20:00       | Semifinal             | Chile     | 2-3  | Colômbia |      |
| 17 de março |                       |           |      |          |      |
| 18:00       | Disputa pelo bronze   | Chile     | 1-2  | Equador  |      |
| 20:00       | Final                 | Argentina | 1-2  | Colômbia |      |

## Países por medalhas
| Pos. | Nação     | Ouro | Prata | Bronze | Total |
| 1    | Argentina | 1    | 1     | 0      | 2     |
| 2    | Colômbia  | 1    | 0     | 0      | 1     |
| 3    | Chile     | 0    | 1     | 0      | 1     |
| 4    | Brasil    | 0    | 0     | 1      | 1     |
|      | Equador   | 0    | 0     | 1      | 1     |